# 宇野朴人
宇野 朴人（うの ぼくと、1988年 - ）は、日本のライトノベル作家。男性。北海道出身。兄は文筆家の借金玉。
弘前大学在学中の2010年に、電撃文庫（アスキー・メディアワークス）から『神と奴隷の誕生構文』でデビュー。
第4回ラノベ好き書店員大賞の文庫部門を『七つの魔剣が支配する』が受賞した。

## 人物
もともと実家に漫画が多く、特に格闘マンガがたくさん置いてあったことから格闘技好きとなる。中でも『オールラウンダー廻』の影響を強く受けているという。
好きな作家は秋山瑞人、小川一水。文体・文章の持たせ方については秋山から、SF要素については小川からの影響が大きい。またニトロプラス作品からの影響も大きく、虚淵玄を「心の師」と呼んでいるほか、冲方丁からも影響を受けているという。
また『銀河英雄伝説』のファンであり、『ねじ巻き精霊戦記 天鏡のアルデラミン』執筆時にモデルとしている。

## 作品リスト
電撃文庫
- 神と奴隷の誕生構文（全3巻、2010年5月 - 2011年1月）
- ねじ巻き精霊戦記 天鏡のアルデラミン（全14巻、2012年6月 - 2018年8月）
- 七つの魔剣が支配する（既刊16巻、2018年9月 - ）

メディアワークス文庫
- スメラギガタリ（全2巻、2011年3月 - 6月）

短編
- アトラスの夢（電撃文庫MAGAZINE Vol.33 2013年9月号付録 『電撃コラボレーション 終わらない夏を終わらせる五つの方法』掲載）